# Ottaviano Ubaldini
Pour les articles homonymes, voir Ubaldini.
Ottaviano Ubaldini (né en 1213/1214 en Mugello en Toscane, Italie, et mort à Rome entre le 5 et le 13 mai 1273) est un cardinal italien du XIIIe siècle. Il est un parent du cardinal Roberto Ubaldini (1615).

## Biographie
Ottaviano Ubaldini étudie à l'université de Bologne et devient auditeur au palais apostolique. Le chapitre de Bologne le postule comme évêque en 1240, mais vu son bas âge, le pape le nomme procurateur de Bologne.
Le pape Innocent IV le crée cardinal lors du consistoire du 28 mai 1244. Le cardinal Ubaldini participe au Ier concile de Lyon en 1245. Il est nommé légat apostolique en Lombardie, Romagne et Aquilée. En 1249-1250 il est administrateur apostolique du diocèse de Rimini.
Il est nommé légat en Sicile en 1255 et reste avec le pape à Naples pour combattre Manfred, mais il est battu. Ubaldini est encore légat en Toscane et en France, où il s'oppose à l'investiture de Charles d'Anjou comme roi de Sicile.
Le cardinal Ubaldini participe à l'élection d'Alexandre IV en 1254, de Clément IV en 1264-1264 et de Grégoire X en 1268-1271, lors de laquelle il est un des cardinaux désignés pour choisir un pape en compromis.